# Zeinab Badawi

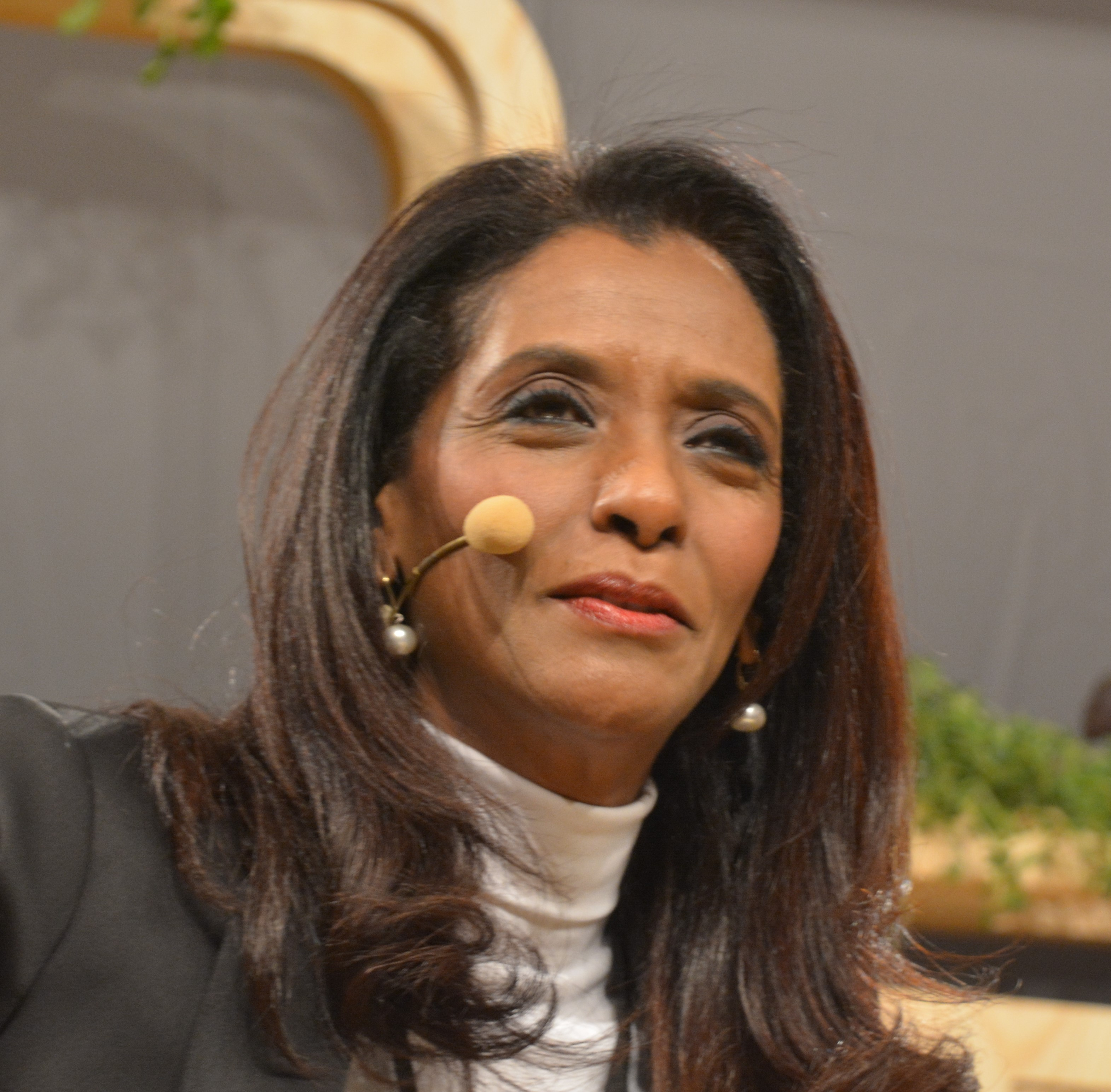
Zeinab Badawi (2016)

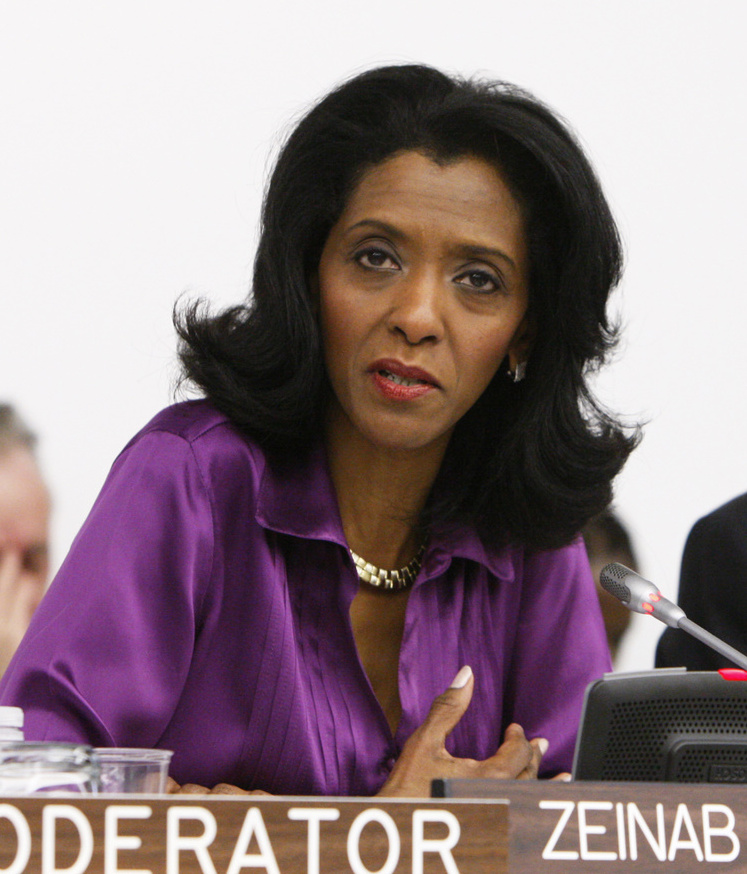
Zeinab Badawi (2011)

Zeinab Badawi (* 24. November 1959 im Sudan) ist eine britische Rundfunkreporterin und Nachrichtenmoderatorin sudanesischer Herkunft. Sie war die erste Moderatorin der ITV Morning News (heute ITV News at 5:30) und ko-moderierte 1989 bis 1998 gemeinsam mit Jon Snow die Channel 4 News, bevor sie Mitarbeiterin im Team von BBC News wurde. Derzeit präsentiert Badawi World News Today auf BBC Four und BBC World News.

## Leben

### Ausbildung
Badawi wurde im Sudan geboren und kam im Alter von drei Jahren nach England. Sie besuchte die Hornsey High School for Girls in North London und ging dann auf das St Hilda’s College an der Oxford University, wo sie Politik, Philosophie und Wirtschaft studierte. Nach abgeschlossenem Studium erwarb sie ein zusätzliches Diplom über den Nahen Osten an der School of Oriental and African Studies an der University of London, das mit einer Auszeichnung beurteilt wurde. In Oxford war Badawi Mitglied der Oxford University Broadcasting Society.

### Karriere
Badawi war von 1982 bis 1986 Rechercheurin und Nachrichtenjournalistin für Yorkshire TV. Nach einem Abstecher zu BBC Manchester kam sie 1988 zu Channel 4 News, wo sie die Sendungen von 1989 mitmoderierte, bis sie 1998 zur British Broadcasting Corporation (BBC) ging.
Bei der BBC war Badawi fünf Jahre lang mit politischer Berichterstattung aus Westminster betraut, und sie arbeitete auch für den BBC-Hörfunk, wo sie regelmäßig The World Tonight auf Radio 4 und die Newshour des BBC World Service moderierte. 2005 wurde Badawi neue Moderatorin von The World auf BBC Four, der ersten täglichen Nachrichtensendung im Vereinigten Königreich, die sich ausschließlich dem internationalen Geschehen widmete. Im Mai 2007 wurde die Sendung umbenannt in World News Today und wird seitdem auch im Nachrichtensender BBC World News gezeigt.
Im November 2009 wurde Badawi von der Association for International Broadcasting zur „Internationalen TV-Persönlichkeit des Jahres“ erklärt.
Seit 2010 moderiert Badawi nicht nur in BBC World News, sondern auch im BBC News Channel und dessen Hauptnachrichtensendung BBC News at Five.

## Öffentliche Positionen
Badawi war eine Beraterin des Foreign Policy Centre und Ratsmitglied des Overseas Development Institute. Sie ist seit 2004 im Aufsichtsrat der National Portrait Gallery und Mitglied im British Council.

## Privatleben
Badawi hat vier Kinder.

## Werke
- Eine afrikanische Geschichte Afrikas – Vom Ursprung der Menschheit bis zur Unabhängigkeit. 509 Seiten. Piper Verlag, München 2024, ISBN 978-3-492-07268-7.[12]